# Calcitriol
Calcitriol (INN), còn được gọi là 1,25-dihydroxycholecalciferol, hoặc 1alpha, 25-dihydroxyvitamin D3, 1,25-dihydroxyvitamin D3 và các tên gọi khác, là chất chuyển hóa có hoạt tính nội tiết của vitamin D với ba nhóm hydroxyl. Nó có thể được viết tắt là 1α,25-(OH)2D3 hoặc đơn giản là 1,25(OH)2D.  Calcitriol làm tăng nồng độ ion calci (Ca2+) trong máu bằng cách tăng sự hấp thu calci từ ruột vào máu, tăng tái hấp thu calci qua thận, và có thể làm tăng sự giải phóng calci vào máu từ xương.

## Chức năng
Calcitriol làm tăng nồng độ calci trong máu (Ca2+) bằng cách:
- Thúc đẩy hấp thu calci từ đường tiêu hóa.
- Tăng tái hấp thu calci từ ống thận, do đó làm giảm việc mất calci qua nước tiểu.
- Kích thích giải phóng calci từ xương. Đối với điều này, nó hoạt động trên loại tế bào xương cụ thể được gọi là nguyên bào xương, khiến chúng giải phóng RANKL, từ đó kích hoạt các tế bào hủy xương.[3]

Calcitriol hoạt động phối hợp với hormone tuyến cận giáp (PTH) trong cả ba vai trò này. Ví dụ, PTH cũng gián tiếp kích thích tế bào hủy xương. Tuy nhiên, tác dụng chính của PTH là tăng tốc độ mà thận bài tiết phosphate vô cơ (Pi), chất đối ion của Ca2+. Giảm lượng phosphate trong huyết thanh làm cho hydroxyapatite (Ca5(PO4)3OH) được hòa tan từ xương do đó làm tăng lượng calci trong huyết thanh. PTH cũng kích thích sản xuất calcitriol (xem bên dưới).
Nhiều tác dụng của calcitriol được trung gian bởi sự tương tác của nó với thụ thể calcitriol, còn được gọi là thụ thể vitamin D hoặc VDR. Ví dụ, dạng không hoạt động của thụ thể calcitriol ở các tế bào biểu mô ruột tồn tại trong tế bào chất. Khi calcitriol liên kết với thụ thể, phức hợp chất gắn-thụ thể chuyển đến nhân tế bào, nơi nó hoạt động như một yếu tố phiên mã thúc đẩy sự biểu hiện của một gen mã hóa cho một protein liên kết calci. Mức độ của protein liên kết calci tăng cho phép các tế bào vận chuyển tích cực nhiều ion calci hơn (Ca2+) từ ruột qua niêm mạc ruột vào máu.
Việc duy trì trung hòa về điện yêu cầu việc vận chuyển Ca2+ cần có các đối ion đi kèm, chủ yếu là phosphate vô cơ. Do đó calcitriol cũng kích thích việc của hấp thụ phosphate trong đường ruột.
Các quan sát thấy calcitriol kích thích sự giải phóng calci từ xương có vẻ mâu thuẫn, vì calcitriol trong huyết thanh nói chung ngăn ngừa sự mất calci tổng thể từ xương. Người ta tin rằng mức độ tăng calci trong huyết thanh do sự hấp thu đường ruột được kích thích bởi calcitriol làm cho xương hấp thu được nhiều calci hơn là mất do hormone kích thích các tế bào hủy xương. Chỉ khi có các điều kiện, chẳng hạn như thiếu calci trong chế độ ăn uống hoặc các "dị tật" trong vận chuyển ở đường ruột, dẫn đến giảm lượng calci trong huyết thanh thì việc mất calci tổng thể từ xương mới xảy ra.
Calcitriol cũng ức chế việc giải phóng calcitonin, một hormone làm giảm calci trong máu chủ yếu bằng cách ức chế giải phóng calci khỏi xương. (Ảnh hưởng của calcitonin lên việc bài tiết của thận vẫn đang được bàn cãi.)